# Александру II Мирчо
Александру II Мирчо (на румънски: Alexandru al II-lea Mircea) е владетел на Влашко от 1568 до април 1574 и от май 1574 до 1577 г.

## Живот
Александру е син на княз Мирчо III и Мария Деспина Сръбска. Прекарал младостта си в Константинопол, той слабо познава Влахия при възкачването си на трона.
През 1576 г. група влашки боляри се оплакват на султана от злоупотребите на княза. Първоначално султанът приема жалбата, но получилият щедър подкуп от Александру II Мирчо Синан паша успява да го разубеди и Мурад III заповядва да ги арестуват – 10 от тях са пратени във Влашко, за да се разправи с тях Александру Мирчо, а останалите са пратени да гребат на галерите.
Александру II Мирчо умира неочаквано през 1577 г. вероятно отровен и на трона го наследява 11-годишният му син Михня II Турчин.

## Фамилия
През 1558 г. Александру II Мирчо се жени в Пера за генуезката Катерина Салваресо († 1590, Триполи), католичка, която след брака преминава в православната вяра. Ражда им се син Михня II Турчин, княз на Влашко през 1577 – 1583 и отново през 1585 – 1591 като по време на първото му управление Катерина Салваресо изпълнява ролята на регент, тъй като той е малолетен.